# 브로드피크산
브로드피크산(영어: Mount Broad-Peak) 또는 K3(8,047m)는 중국과 파키스탄의 국경지대에 위치하고 있는 세계 제12봉으로 세계 제2봉인 고드윈오스턴산(K2)으로부터 불과 8km 떨어진 곳에 위치하고 있어 처음에는 K3로 불렸었다.
1957년 6월 9일 오스트리아 등반대가 등정에 성공하였다.